# Distrito de Nagaon
Nagaon é um distrito administrativo localizado no estado de Assam, na Índia. O distrito ocupa uma área de 3831 km² e tem 2,315,387 habitantes (dados de 2001).